# Xã Sibley Trail, Quận Barnes, Bắc Dakota
Xã Sibley Trail (tiếng Anh: Sibley Trail Township) là một xã thuộc quận Barnes, tiểu bang Bắc Dakota, Hoa Kỳ. Năm 2010, dân số của xã này là 92 người.